# Callophrys augustinus
Callophrys augustinus  (лат.) — вид бабочек из семейства голубянок. Размах крыльев бабочек 22—29 мм. Бабочки питаются нектаром цветков черники, Sanicula arctopoides, Lindera, ивы, Barbarea и Prunus americana.

## Ареал
Распространён от Ньюфаундленда севернее и западнее через северные США и южные провинции Канады до Аляски, на юге в горах Аппалачи до северной Джорджии и северной Алабамы, южнее через западные горы до севера Нижней Калифорнии. Обитает в смешанных лесах, лугах с кустарниковой растительностью, на болотах, на песчаных берегах.

## Кормовые растения гусениц
На востоке гусеницы питаются на растениях семейства вересковых, в том числе Vaccinium vacillans и Ledum groenlandicum; на западе гусеницы могут питаться и другими растениями, такими как Arbutus и Cuscuta. 